# Józef Sokołowski (szlachcic)
Józef Sokołowski herbu Pomian – stolnik kruszwicki w latach 1770–1793, sędzia ziemski inowrocławski w latach 1788–1791, podstarości kowalski, podczaszy kowalski w latach 1765–1770, konsyliarz województwa brzeskokujawskiego i inowrocławskiego w konfederacji targowickiej.